# Astrid Maria Balińska-Jundziłł
Astrid Maria Balińska-Jundziłł (ur. 18 sierpnia 1934 w Warszawie) – polska malarka i rzeźbiarka tworząca na emigracji.

## Życiorys
Jest córką Jana i Marii Celestyny z domu Niezabytowskiej. Po wybuchu II wojny światowej razem z rodziną emigrowała do Wielkiej Brytanii, gdzie rozpoczęła naukę w College of Farnborough Hill, a następnie w Bath Academy of Art, którą ukończyła w 1956. W latach 1956–1959 studiowała podyplomowo w Royal College of Art w Londynie. W 1960 przeprowadziła się do Hiszpanii, od 1963 pracowała w działach artystycznych dużych firm w Bilbao m.in. Ceplastic, Formica, Policloro Industriales. Jest autorką fresków dekorujących hiszpańskie statki transatlantyckie „Cadiz”, „Euskalduna”, „Constructora Naval”, „Isabel” i Maria Cristina”. W Polsce najsłynniejszą jej pracą jest fresk, który wykonała w budynku Sejmu w Warszawie, obecnie znajduje się on w Muzeum im. Jacka Malczewskiego w Radomiu. Jej prace uczestniczyły w wielu wystawach zbiorowych i indywidualnych m.in. Madrycie, Bilbao, Londynie, Berlinie, Warszawie, Katowicach, Lwowie i Wilnie. Jej publikacje dotyczące sztuki publikowały: brytyjski „Arts Review” (Londyn) oraz polskie „Przegląd Artystyczno-Literacki” i „EXIT. Nowa Sztuka w Polsce”. 
Uhonorowana odznaką "Zasłużony dla kultury polskiej".